# Frederic William Maitland
Pour les articles homonymes, voir Maitland.
Œuvres principales
- The History of English Law Before the Time of Edward I
- The Constitutional History Of England

Compléments
- Élève du Eton College
- Étudiant du Trinity College (Cambridge)

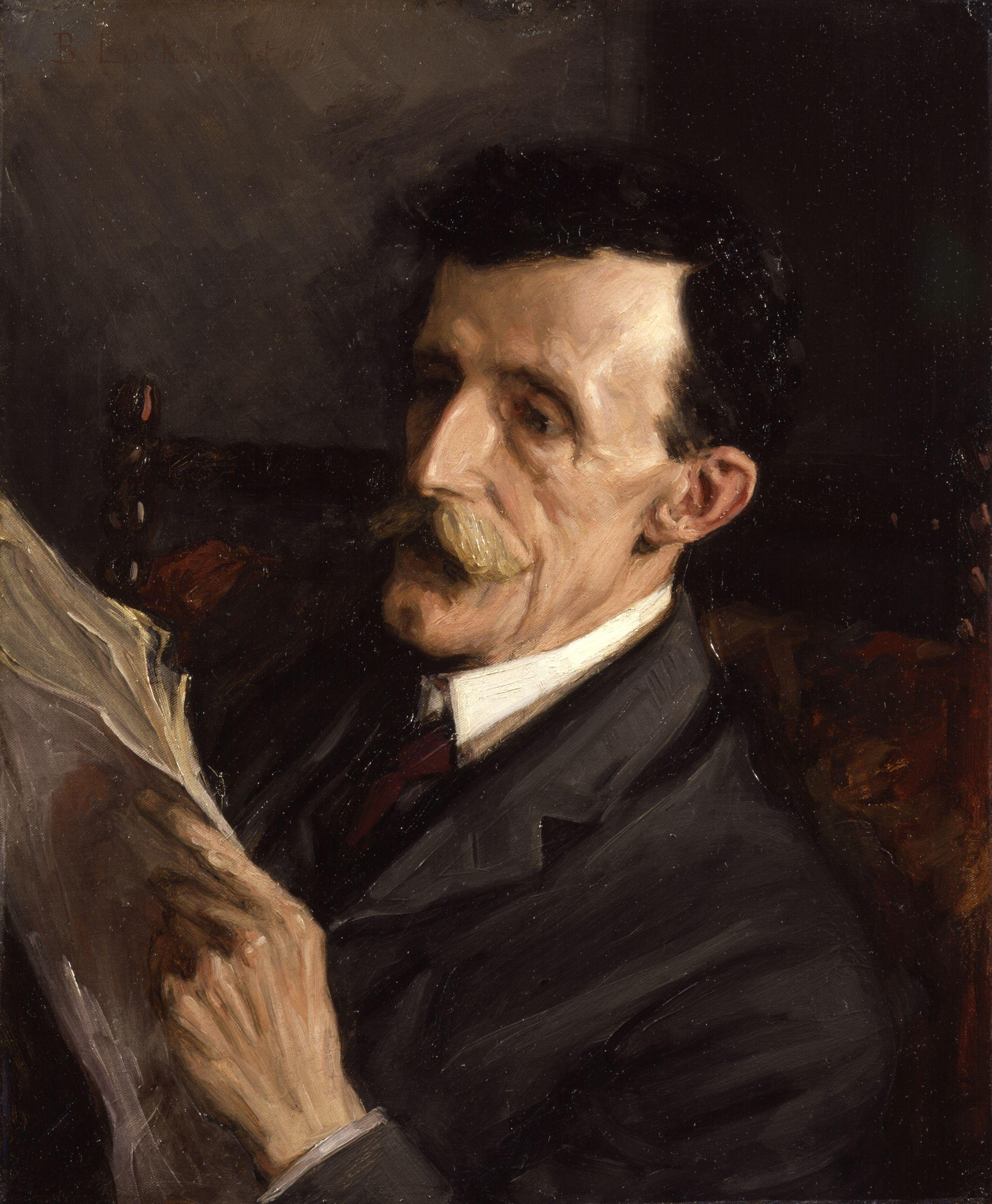
Portrait en peinture (vue de trois-quarts gauche) de Frederic William Maitland, par Mme. Fripp Beatrice Lock. Tableau issu de la National Portrait Gallery de Londres

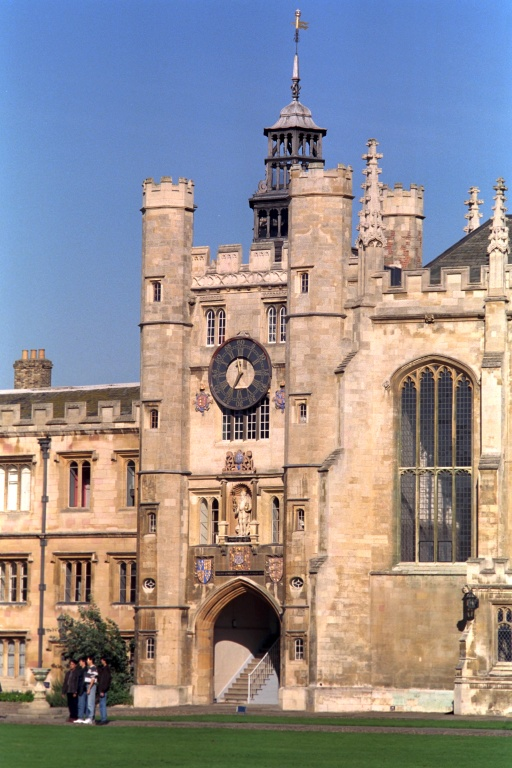
Tour de l'horloge du Trinity College, à Cambridge

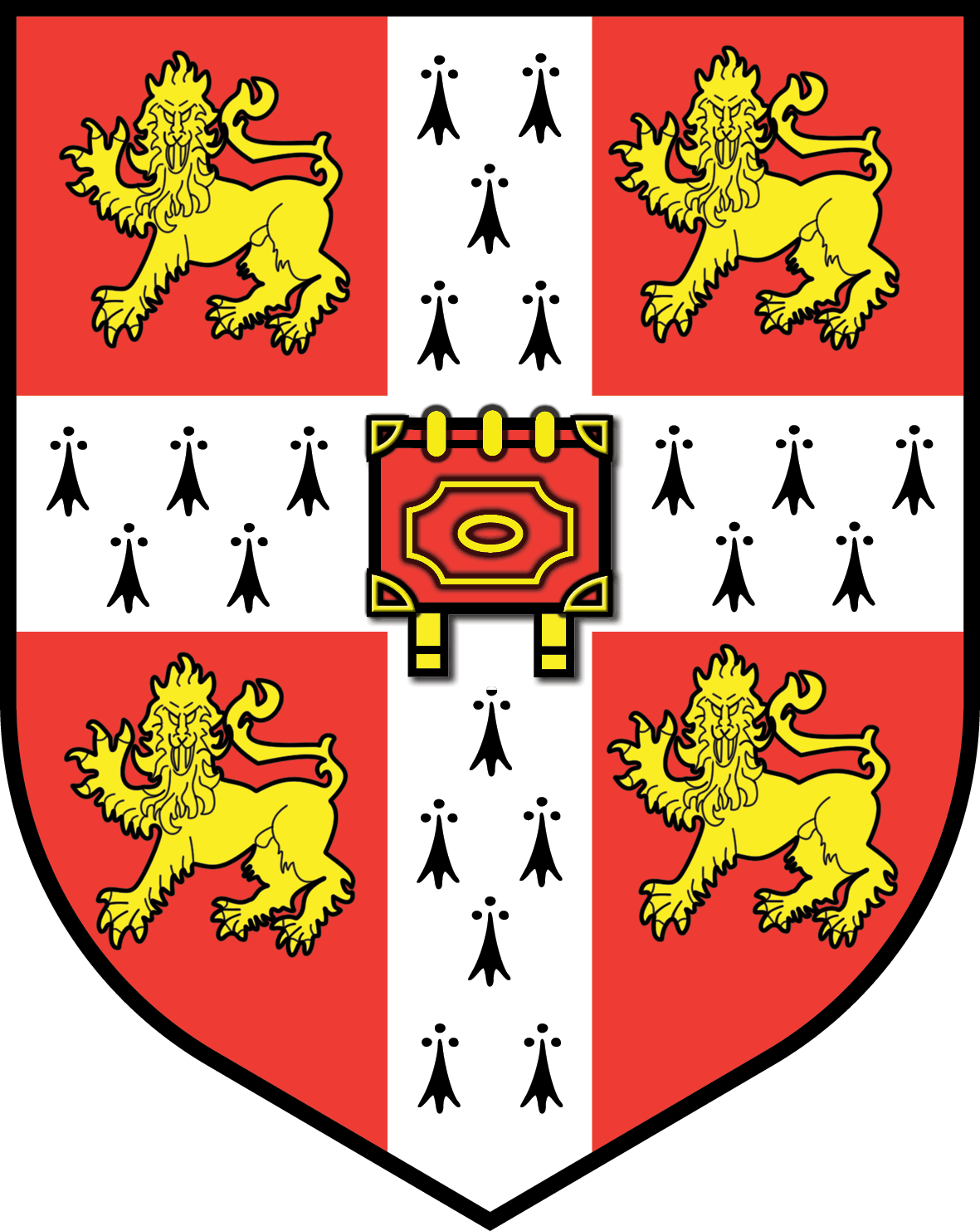
Blason des armoiries de lUniversité de Cambridge

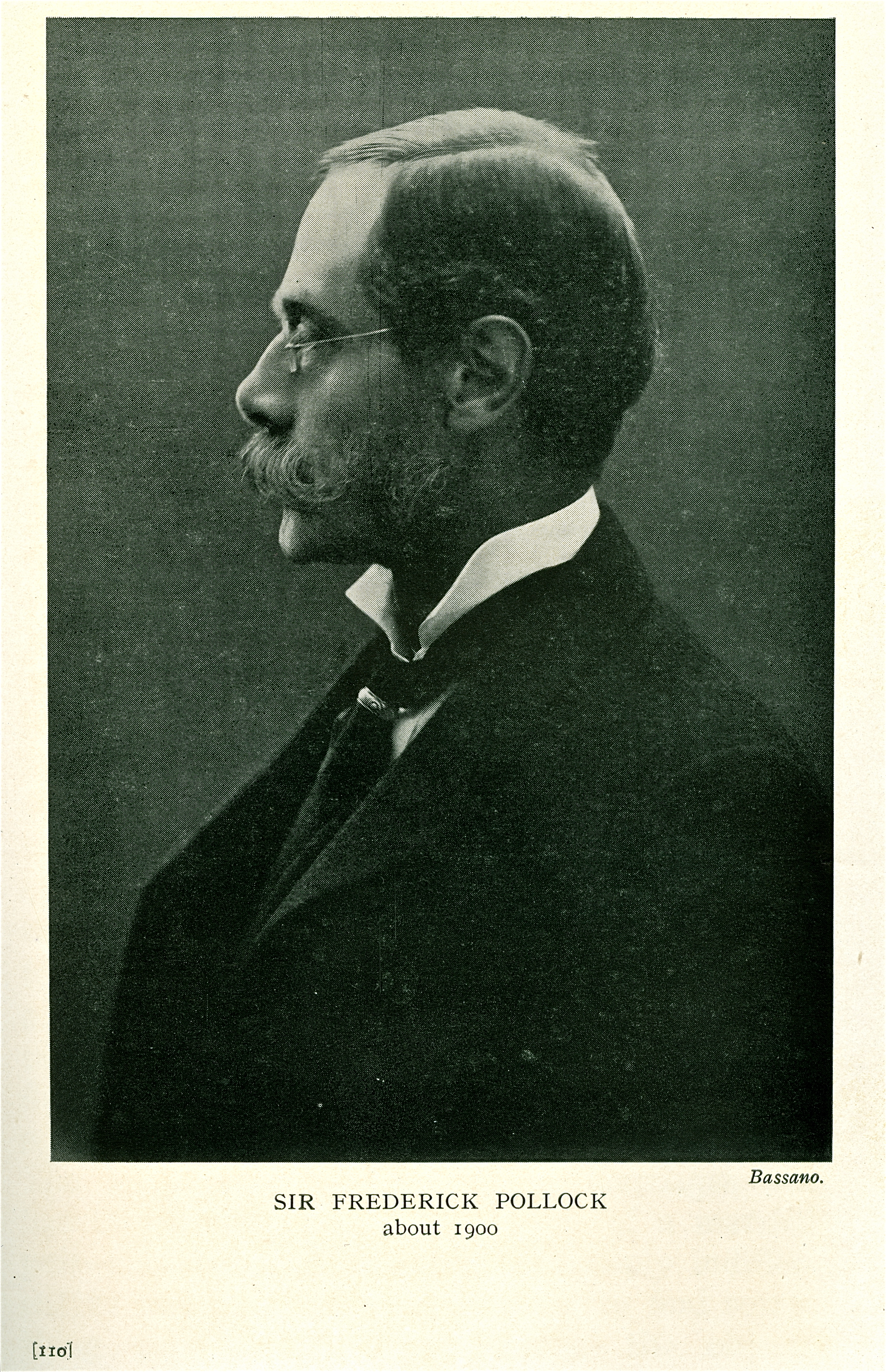
Son ami universitaire Sir Frederick Pollock

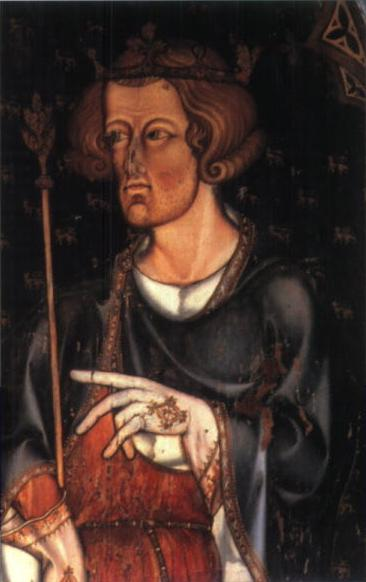
Roi d'Angleterre Édouard Ier (1239-1307) dans l'abbaye de Westminster (communément identifié)

Frederic William Maitland, né à Londres le 28 mai 1850, et mort à Las Palmas (Canaries, Espagne), le 19 décembre 1906 (à 56 ans) est un juriste et historien du droit britannique.
Il est considéré comme le « père fondateur » de l'histoire du droit anglais, et l'un de ses plus grands historiens,,.
À l’image des universitaires français Charles Aubry et Charles-Frédéric Rau, son nom est associé à celui de Frederick Pollock. Ils ont publié ensemble un ouvrage juridique de référence : l’Histoire du droit anglais avant Édouard Ier (The History of English Law Before the Time of Edward I).

## Biographie
En 1850, à la naissance de Frederic William Maitland, ses deux grands-pères préfigurent de sa future vocation par « une double ascendance de savants » selon Gabriel Le Bras. D'un côté, son grand-père paternel, Samuel Roffey Maitland (en) (1792-1866), est un historien critique du Moyen Âge et de la Réforme réputé, et un pasteur controversé. De l'autre, son grand-père maternel, John Frederic Daniell (1790-1845) est un météorologue et professeur de chimie reconnu, tant pour ses ouvrages, que pour son invention de l'hygromètre à condensation en 1827.
De part et d'autre de sa famille, Frederic William Maitland est issu d'une lignée d’intellectuels : son père et ses deux grands-pères trouvent place dans le prestigieux Dictionary of National Biography,. Issu de la belle société, sa famille aisée, participe à la vie de l'esprit, anglaise et protestante.
Le 12 août 1847, ses parents John Gorham Maitland (en) (27 octobre 1818 - 27 avril 1863) et Emma Daniell se marient,. Sa mère meurt en 1851, quelques mois après sa naissance,, en donnant vie à sa plus jeune sœur. Avec ses deux sœurs, il est élevé par leur tante, Mme Daniell,. Grâce à ses gouvernantes allemandes successives, il acquiert une maîtrise de cette langue,, comme l'avait exigé son père,.
Universitaire et fonctionnaire anglais, son père, membre de l'association des Cambridge Apostles, meurt en 1863, à 44 ans dans sa maison de Londres au 51 Rutland Gate, Knightsbridge. Il a été élu membre du Trinity Hall à Cambridge (Fellow of Trinity), puis inscrit au barreau, et enfin nommé Secretary to the Civil Service Commissioners [ministre des commissaires à la fonction publique],.

### Famille
Le 20 juillet 1886, il épouse la dramaturge Florence Henrietta Fisher (31 janvier 1864 - 5 mars 1920), que lui avait fait rencontrer Leslie Stephen. Elle donne naissance à deux filles, à 23 ans à Ermengard (1887-1968),, et à 25 ans à Fredegond (1889-1949),, poétesse et épouse de l'économiste anglais Gerald Shove (en) (1887-1947).
Après sa mort, son épouse se marie le 3 mars 1913, à l'âge de 49 ans, avec Francis Darwin. Elle est la troisième femme de ce botaniste deux fois veufs, et fils du naturaliste Charles Darwin. La mort de Florence Henrietta le 5 mars 1920, à 56 ans est annoncée dans le Times.

### Fin de vie: santé fragile jusqu'à sa mort d'une pneumonie
De santé toujours fragile - depuis une pleurésie contractée l'été 1898 - il doit passer plusieurs mois, chaque année, dans les pays méridionaux : aux Canaries, puis une fois à Madère. Il y travaille malgré la maladie. Pour ses recherches, en l'absence de bibliothèque dans les îles Canaries, il se tourne vers des manuscrits qui pouvaient être reproduits photographiquement.
Le 6 décembre 1906, il quitte Cambridge pour les Canaries. Au cours de ce voyage d'hiver, il contracte une pneumonie dont il mourra le 19 décembre 1906.

## Carrière

### 1863-1872: Études d'Eton au Trinity College de Cambridge
En 1863, quelques mois après la mort de son père, il part pour le Collège Eton et y reste 6 ans jusqu'à 1869. Sa scolarité ordinaire passe inaperçue,. Selon Henry Arthur Hollond (en) (1884-1974), « il n'avait aucune des aptitudes qui faisait s'intéresser un maître d'école de l'époque victorienne à un élève, et personne ne semblait avoir découvert la remarquable personne qu'il était »,. Ses principaux centres d'intérêts sont alors les mathématiques, la musique,. Avec succès, il participe aux épreuves de course à pied, de ballon et de régate. De son propre aveu, il détesta le grec et le latin.
En 1869, il est admis comme pensioner (étudiant non boursier) au Trinity College, à Cambridge,. Il abandonne son intérêt principal pour les mathématiques en faveur des sciences morales, pour lesquelles il deviendra scholar (étudiant boursier) de Trinity,.

### 1872-1884: préparation du barreau et carrière d'avocat à Londres
En 1872, pour se former à devenir avocat plaideur (barristers), il entre dans une des Inns of Court de Londres, à Lincoln's Inn. À l'issue des examens en sciences morales de 1872, il arrive premier ; puis en 1873, remporte le Whewell scholarship for international law.
En 1876, il est inscrit au barreau comme membre de Lincoln's Inn. Mais il juge lui-même sa carrière à Londres décevante et insatisfaisante. En 1884, Il confesse à Paul Vinogradoff  qu'il « préférerait de loin consacrer sa vie à l’étude historique du droit plutôt que de guetter dans une salle du Lincoln’s Inn les pas d’un client qui ne vient jamais ».

### Carrière universitaire: 1884-1906
« La singularité de sa carrière, bien faite pour réjouir un bon esprit anglais, c'est que d'abord il échappa aux cadences de la logique et ne prit une allure régulière qu'après une assez longue succession de fantaisies et d'heureuses rencontres » selon Gabriel Le Bras.

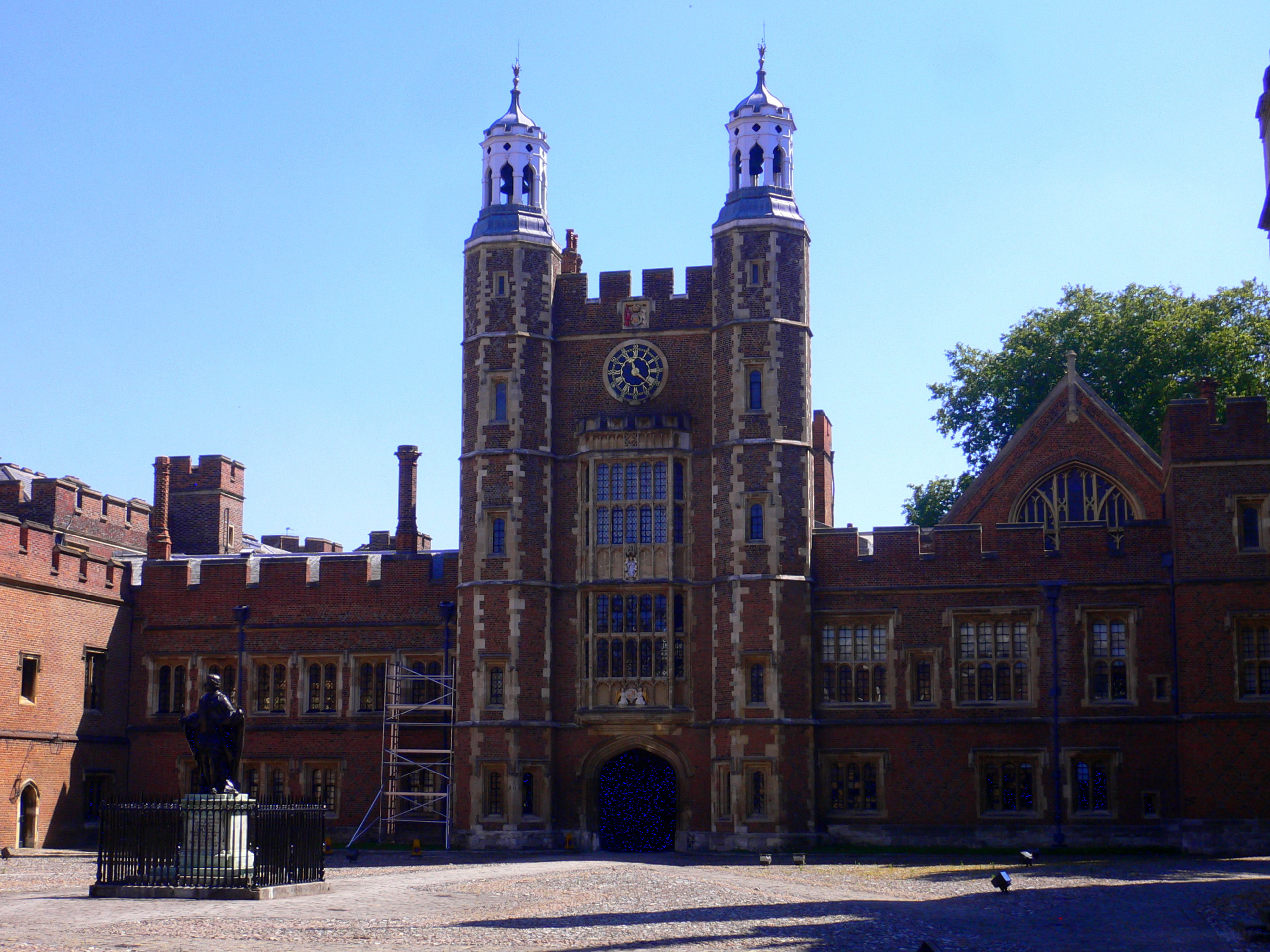
La Tour de Lupton, à lEton College

En trois ans, entre 1895 et 1897, « Maitland avait fourni tout l'essentiel de sa production scientifique, presque toute la part qui intéresse l'histoire économique et sociale » Néanmoins, à la fin de sa vie, il se consacre aussi à l'histoire politique et religieuse et à la théorie des personnes morales.

### Fonctions à Cambridge
Le 24 novembre 1884, il est nommé Reader of English Law à l'Université de Cambridge. En 1885, il entame son premier cycle de leçons par le droit anglais des contrats; et en 1887, délivre un cours sur l'histoire constitutionnelle de l'Angleterre.
En 1888, il y est élu à l'âge de 38 ans Downing Professor of the Laws of England (en),. Il tient cet office pendant 18 ans jusqu'à sa mort à l'âge de 56 ans en 1906,.
Sa leçon inaugurale pose la question suivante : « Pourquoi l’histoire du droit anglais n'est pas écrite? » (Why the history of English law is not written?). S. F. C. Milsom résume sa réponse qui semblait, « imparable, et même évidente : un historien du droit doit être un juriste et les juristes à succès ne changeront pas l’histoire. »
Par ailleurs, il fait partie de la société des Cambridge Apostles (apôtres de Cambridge) ; et préside la société de débats, Cambridge Union Society,.

#### Pédagogie
« Rien de moins pédant » que l’universitaire Maitland : « des exemples, des comparaisons, des symboles, un souci partout répandu de la vie pratique, une verve discrètement impertinente, une langue souple et allègre y donnent aux plus austères sujets de l'animation, de l'éclat [...] » selon Gabriel Le Bras.
Il le reconnaîtra lui-même : « un large stock d’exemples, donnés avec tous les détails concrets, peut servir à produire un corps en chair et en os pour les anciennes règles, […] qui pourraient sembler abstraite, irréelle, impraticables ».
Alerte et amusé, son sens de l'humour est comme « constellant de paillettes délicieuses et spontanées ses écrits » selon A.-W. Ward et W.-P. Trent.

## Amitié de 25 ans avec Sir Frederick Pollock
« Une longue amitié fraternelle et sans ombres; la même passion pour l'histoire, la Common law, l'enseignement et l'étude ; un ardent patriotisme » décrit Philippe Malaurie.
En 1906, une lettre de Maitland à Pollock en témoigne. Il le félicite, avec humour, pour son élection à la chaire de Jurisprudence (théorie générale du droit) au collège de Corpus Christi (Oxford) : « A F. Pollock, Professeur de toutes les lois, dans tous les univers, dans les universités célèbres. « Puisse votre Énormité bien vouloir accepter les félicitations de votre sincère admirateur et humble frère qui a appris par le Times que plus que jamais vous avez l'animus pour enseigner le droit à Oxford tout en ayant aussi le corpus. Ave verum corpus juris! » F.W. MAITLAND. »
Dans l'introduction du Bracton's Note Book, il lui témoigne sa reconnaissance : « [...] mon ami Frederick Pollock [...] qui m'a d'abord appris à trouver un intérêt pour l'histoire du droit » (p. viii).

## Fondateur de la revueSelden Society
Dès 1887, il fonde la revue Selden Society (en), afin de publier des productions en histoire du droit anglais. Maitland en exerce la fonction de rédacteur en chef général. Pour favoriser les études de droit anglais, les membres devaient remettre à l'honneur des sources délaissées.

## Œuvre maîtresse:The History of English Law Before the Time of Edward I, 1899

### Honnêteté de Pollock: avant tout l'œuvre de Maitland
Avec probité, [Pollock a tenu à préciser dans la note à la préface de la première édition que cette History était surtout l'œuvre de Maitland : 

« Il me faut ajouter (à la préface) que, bien que ce soit ensemble qu'ait été fait le plan et qu'ait été revu le livre, de loin c'est M.Maitland qui a fait le plus gros travail - la rédaction comme la recherche. »

### Méthode: attachement à la simplicité, aux idées et aux faits
« Le refus de la simplification, mais l'attachement à la simplicité; le refus de l'idéologie, mais l'attachement aux idées et aux faits. »
Telle est la méthode de Maitland et Pollock résumée par Philippe Malaurie. Dès le début de l'introduction, ils l'exposent : « La matière des sciences juridiques n'est point abstraitement donnée par une analyse de notions morales ou politiques ; elle est fournie pratiquement par l'activité naturelle ou historique des hommes » (t.I, p. XIII).
Dans Domesday Book and Beyond, Maitland revient sur ce double attachement. D'un côté, il est soucieux de la simplicité : « résultat d'une subtilité technique ; c'est le but et non le point de départ. Si nous revenons en arrière, l'esquisse se brouille ; les idées deviennent fluides et au lieu du simple nous trouvons le vague [...] » (t. I, p. 356). De l'autre, il est attentif aux idées et aux faits : « L'histoire du droit doit être une histoire des idées. Elle doit exposer, non seulement ce que les gens ont fait et dit, mais ce que les gens ont pensé dans le passé » (t. I, p. 356).

### Unité européenne et identité nationale: une absence de contradiction
À la fin de leur introduction, ils comparent les droits français, allemand et anglais du XIIIe siècle, et posent la question suivante : « Nous nous sommes souvent demandés pourquoi des systèmes qui au XIIIe siècle étaient de si proches parents avaient antérieurement eu des destins si différents [...]. Les Anglais devraient abandonner la vieille idée que les pays continentaux ont toujours été régis par la Civil Law ; ils devraient savoir la lenteur avec laquelle la renaissance du droit romain a pénétré dans le Parlement de Paris, la lenteur avec laquelle la réception pratique du droit romain a eu lieu en Allemagne, combien notre Common law a ressemblé à la coutume française » (t. I, p. 36).
Les deux tomes se concluent de la manière suivante : « Nous nous sommes placés au moment où se sont séparés les deux systèmes de droit les plus vigoureux qu'aient connus le monde moderne, le français et l'anglais [...] Quel est celui des deux à avoir fait le meilleur choix ? Nul Français et nul Anglais ne peut le dire impartialement : nul ne peut être juge de sa propre cause. Mais ce dont on ne peut douter, c'est que c'est pour le bien du monde entier qu'une race se soit séparée de ses voisins, se soit très tôt détournée des pages fascinantes du Corpus juris et, plus romaine que les romanistes, ait entrepris la grande expérience d'un nouveau système formulaire. Nous ne pouvons quitter cette époque sans penser une fois de plus à la permanence de son œuvre. Ces quelques hommes qui étaient réunis à Westminster autour de Pateshull, de Raleigh et de Bracton, écrivains des writs qui s'appliqueraient dans des commonwealth sans roi de l'autre côté de l'Atlantique; pour nous et pour nos enfants, ils ont dit ce qui était bien et ce qui était mal » (t. II, p. 673)

## Honneurs et Postérité
En 1916, pour Charles Homer Haskins, « comme historien du droit anglais, Maitland n'a jamais été égalé ».

### Honneurs
De son vivant, il est fait docteur des Universités de Cambridge (docteur honoris causa en 1891), Cracovie, Glagow (1896), Oxford (1899), et Moscou,,.
En 1902, il est l'un des membres fondateurs de la British Academy et a été élu comme membre honoraire du Trinity College, à Cambridge, et de Lincoln's Inn,. La même année, le Premier ministre britannique, Arthur Balfour, lui offre la chaire regius d'histoire moderne de Cambridge - laissée libre à la mort de Lord Acton- qu'il décline.
En 1906, l'Université de droit d'Harvard lui a octroyé la médaille James Barr Ames, pour son Year Books of Edward II. Mais Maitland est mort avant de l'apprendre.
À sa mort en 1906, l'Université d'Oxford présente ses condoléances à l'Université de Cambridge. Le 24 décembre, le Times lui consacre une nécrologie.

### Postérité en France
En France, l'œuvre de Maitland a été présentée dans l'essentiel des revues d’histoire : Revue historique (notes et comptes rendus de Charles Bémont) ; Nouvelle revue historique de droit français et étranger (c.r de The History et de Domesday Book, par Jean Brissaud, 1897, p.828-839; c..r de English Law and the Renaissance, par Esmein, 1902, p.773-777). En particulier, Jean Brissaud (1854-1904) a utilisé les ouvrages de Maitland dans son Manuel d'histoire du droit privé. Raymond Saleilles et Paul Meyer ont rendu hommage à Maitland et Pollock : The Law Quarterly Rev, 1907, p.139-142 (In memoriam).
Pour témoigner de son œuvre, Marc Bloch demande à Gabriel Le Bras l'écriture de la notice « Le sens de la vie dans l'histoire du droit : l'œuvre de F.W.Maitland » dans les Annales d'histoire économique et sociale, 1930, p. 389-404. Ce dernier salue « un grand esprit dont plusieurs pensent [...] que ses ouvrages sont parmi les plus propres à nourrir, à stimuler la réflexion des historiens. »
Toutefois, Gabriel Le Bras s'interroge sur l'éventuel manque de reconnaissance en France en 1930 pour Maitland et Pollock : « Mais on ne leur a peut-être pas accordé - la confrontation de notre ancien droit avec les droits étrangers ayant été, jusqu'à ces derniers temps, trop rarement pratiquée - toute l'attention qu'ils méritent ».

## Œuvres
Pour Gabriel Le Bras, « ces publications annonçaient un renouvellement de l'histoire du droit anglais ou plutôt un recommencement de cette science [...] ».

### Travaux principaux
Pour lister l'ensemble des publications de Maitland, Mark Philpott dresse la tentative récente et chronologique suivante : Bibliography of the writings of F. W. Maitland, Proceedings of the British Academy, 89, p. 261-278, 1996.

#### Travaux publiés de son vivant: 1884-1906
- Pleas of the Crown for the County of Gloucester before the Abbot of Reading and his Fellows Justices Itinerant, Macmillan & Co., 1884.
- Justice and Police, Macmillan & Co., 1885.
- Bracton's Note-Book, Vol. 2, C. J. Clay & Sons, 1887 [réédité par Cambridge University Press, 2010]  (ISBN 978-1-108-01031-3)).
- History of English Law before the Time of Edward I, avec Sir Frederick Pollock, Cambridge University Press, 1899 [1re ed. 1895; 2e ed. 1898].
- Domesday Book and Beyond : Three essays in the early history of England, Cambridge University Press, 1897.
- Township and Borough: Being the Ford Lectures Delivered in the University of Oxford in the October Term of 1897, Cambridge University Press, 1898.
- Roman Canon Law in the Church of England, Methuen & Co., 1898.
- English Law and the Renaissance: the Rede Lecture for 1901, Cambridge University Press, 1901.
- Charters of the Borough of Cambridge, Cambridge University Press, 1901 (réédité par Cambridge University Press, 2010.  (ISBN 978-1-108-01043-6)).
- Life and Letters of Leslie Stephen, Duckworth & Co., 1906[36].

#### Travaux publiés après sa mort: 1907-1915
- The Constitutional History of England, Cambridge University Press, 1909 [1re ed. 1908].
- Equity. Also the Forms of Action at Common Law, édité par A.H. Chaytor et W.J. Whittaker, Cambridge University Press, 1910.
- The Collected Papers of Frederic William Maitland, H.A.L. Fisher, ed., Vol. I, Cambridge University Press, 1911.
- The Collected Papers of Frederic William Maitland, H.A.L. Fisher, ed., Vol. II, Cambridge University Press, 1911.
- The Collected Papers of Frederic William Maitland, H.A.L. Fisher, ed., Vol. III, Cambridge University Press, 1911.
- A Sketch of English Legal History, avec Francis G. Montague, G. P. Putnam's Sons, 1915.

### Essais

#### Essais publiés de son vivant: 1880-1906
- The Relation of Punishment to Temptation, Mind, Vol. V, 1880.
- The Criminal Liability of the Hundred, The Law Magazine and Review, Vol. VII, 1882.
- Mr. Herbert Spencer's Theory of Society, Part II, Mind, Vol. VIII, 1883.
- From the Old Law Courts to the New, The English Illustrated Magazine, Vol. I, 1883.
- The Seisin of Chattels, The Law Quarterly Review, Vol. I, 1885.
- The Deacon and the Jewess : or, Apostasy at Coomon Law, The Law Quarterly Review, Vol. II, 1886.
- The Mystery of Seisin, The Law Quarterly Review, Vol. II, 1886.
- The Suitors of the County Court, The English Historical Review, Vol. III, 1888.
- The Beatitude of Seisin Part II, The Law Quarterly Review, Vol. IV, 1888.
- The Surnames of English Villages, The Archaeological Review, Vol. IV, No. 4, 1889.
- The Introduction of English Law into Ireland, The English Historical Review, Vol. IV, 1889.
- The Materials for English Legal History Part II, Political Science Quarterly, Vol. IV, 1889.
- The « Praerogativa Regis », The English Historical Review, Vol. VI, 1891.
- Henry II and the Criminous Clerks, The English Historical Review, Vol. VII, 1892.
- The « Quatripartitus », The Law Quarterly Review, Vol. VIII, 1892.
- The History of Cambridgeshire Manor, The English Historical Review, Vol. IX, No. 35, July 1894.
- The Origin of the Borough, The English Historical Review, Vol. IX, 1896.
- Wyclif on English and Roman Law, The Law Quarterly Review, Vol. XII, 1896.
- Execrabilis' in the Common Pleas, The Law Quarterly Review, Vol. XII, 1896.
- Canon Law in England, The English Historical Review, Vol. XII, 1897.
- The Corporation Sole, The Law Quarterly Review, Vol. XVI, 1900.

#### Essais publiés après sa mort: 1907-1908
- Prologue to a History of English Law, Select Essays, Anglo-American Legal History, Vol. I. Boston : Little, Brown, and Company, 1907.
- Materials For the History of English Law, Select Essays, Anglo-American Legal History, Vol. II. Boston : Little, Brown, and Company, 1908.
- The History of the Register of Original Writs, Select Essays, Anglo-American Legal History, Vol. II. Boston : Little, Brown, and Company, 1908.

### Participations

#### Participationsen introduction
- Les théories politiques du Moyen Âge, Otto von Gierke, professeur à l'Université Humboldt de Berlin, avec une introduction de Frederic William Maitland, Paris. Soc. du recueil Sirey, 1904.
- Essays on the Teaching of History, William Arthur Jobson Archbold, ed., avec une introduction de Frederic William Maitland, Cambridge University Press, 1901.

#### Participationscomme éditeur
- Select Pleas in Manorial and Other Seignorial Courts. Volume 1: Reigns of Henry III. and Edward I, F.W. Maitland (éditeur), Selden Society. London : Quaritch, 1889.
- The Court Baron : Being Precedents for Use in Seignorial and Other Local Courts together with select pleas from the Bishop of Ely's court of Littleport, William Paley Baildon et F.W. Maitland (éditeurs)  the Selden Society. London : Quaritch, 1891.